# Victor Galos
Victor Galos, né le 10 juin 1828 à Pau où il est mort le 25 mai 1879, est un peintre français.

## Biographie
Pierre Victor Galos est le fils de Jean Galos (1786-1854), menuisier, et de Marie Anne Labataille.
Il expose au Salon en 1859.
Il meurt à Pau, à l'âge de 50 ans.

## Galerie

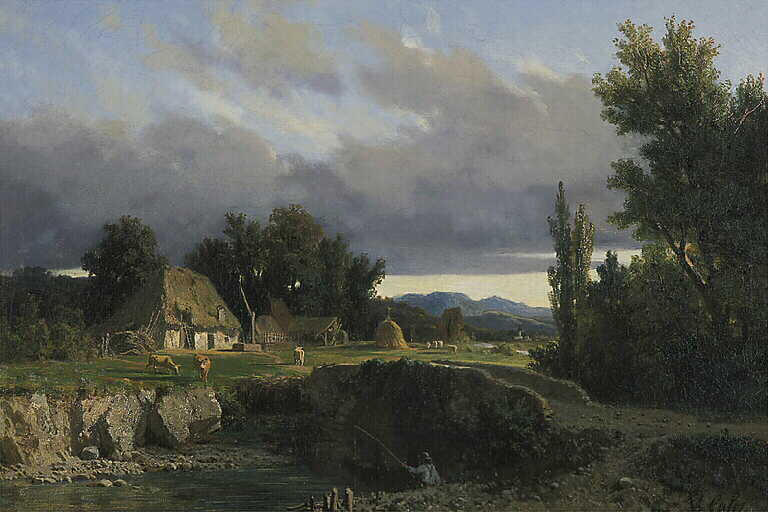
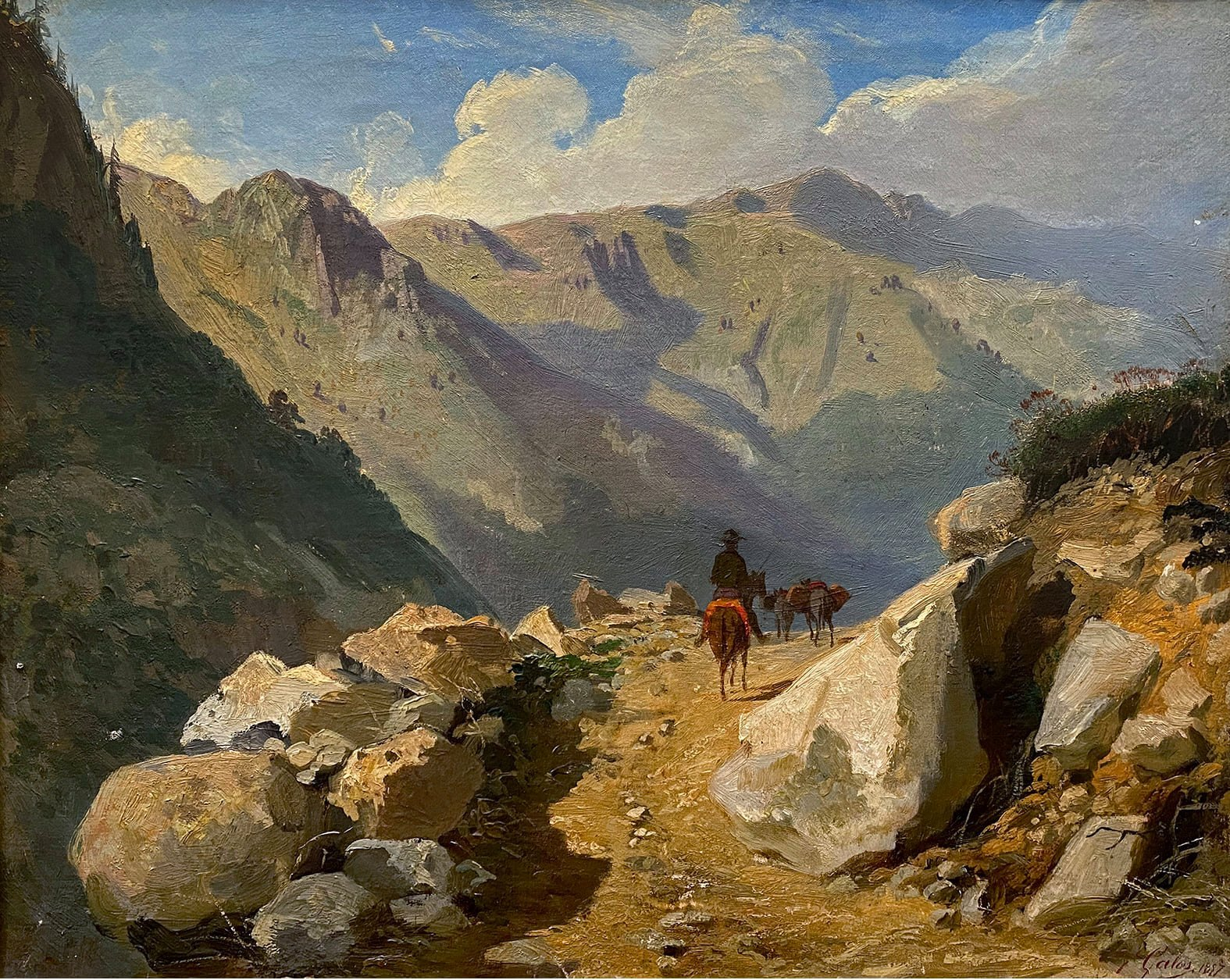
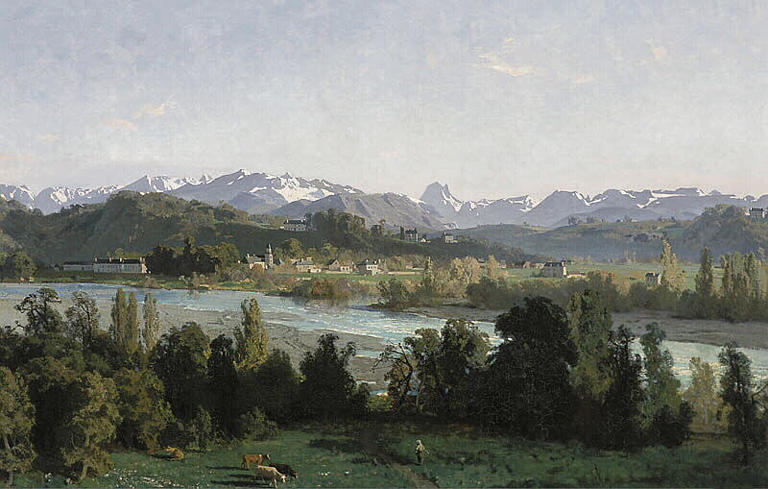
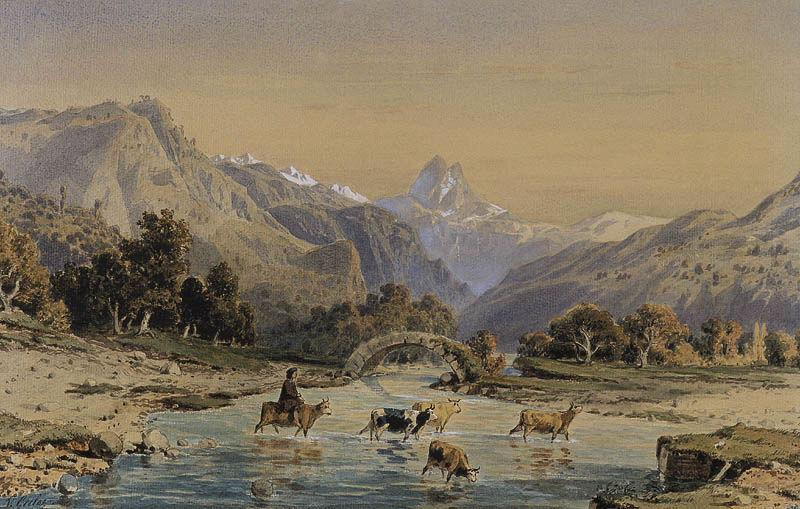
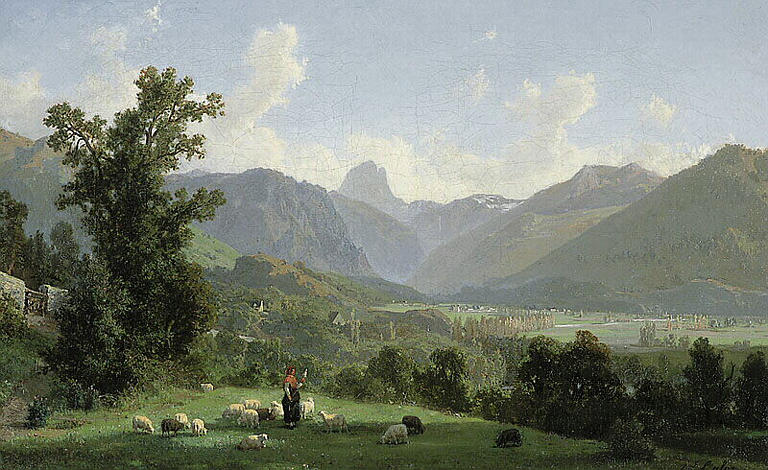

## Postérité
La ville de Pau inaugure la rue Galos.